# ماریا سولنوکی
ماریا سولنوکی (مجاری: Mária Szolnoki؛ زادهٔ ۱۶ ژوئن ۱۹۴۷) شمشیرباز زن اهل مجارستان است.
وی در مسابقات کشوری و بین‌المللی در مجموع برندهٔ ۱ مدال نقره شده‌است.